# Cuevas de la Blanca
Cuevas de la Blanca es una localidad y pedanía española perteneciente al municipio de Benamaurel, en la provincia de Granada, comunidad autónoma de Andalucía. Se encuentra situada a una altitud de 680 m. y cuenta con una población de 61 habitantes (INE 2023).
Se encuentra situada a orillas del río Guardal, a la altura de la confluencia de éste con el río Cúllar. Destaca la forma de vivienda en cuevas, y el tradicional Molino de los Burgos.
Cuevas de la Blanca celebra sus fiestas de forma conjunta con Huerta Real (también pedanía de Benamaurel) el último fin de semana de agosto, en honor a San Agustín.
- Datos: Q5794321